# Дубенский сельсовет
Дубенский сельсовет — сельское поселение в Вадском районе Нижегородской области Российской Федерации.
Административный центр — село Дубенское.

## История
Статус и границы сельского поселения установлены Законом Нижегородской области № 60-З от 15 июня 2004 года «О наделении муниципальных образований — городов, рабочих посёлков и сельсоветов Нижегородской области статусом городского, сельского поселения».
Законом Нижегородской области от 28 августа 2009 года № 143-З сельские поселения Дубенский сельсовет и Петлинский сельсовет объединены в сельское поселение Дубенский сельсовет.

## Население
| 2002  | 2010  | 2012  | 2013  | 2014  | 2015  | 2016  |
| ----- | ----- | ----- | ----- | ----- | ----- | ----- |
| 1461  | ↘1339 | ↘1305 | ↘1265 | ↘1238 | ↘1219 | ↗1228 |
| 2017  | 2018  | 2019  | 2020  |       |       |       |
| ↘1218 | ↘1210 | ↘1186 | ↘1163 |       |       |       |

## Состав сельского поселения
| № | Населённый пункт | Тип населённого пункта       | Население |
| - | ---------------- | ---------------------------- | --------- |
| 1 | Вазьян           | село                         | ↗13       |
| 2 | Гари             | село                         | ↘10       |
| 3 | Дубенское        | село, административный центр | ↘694      |
| 4 | Завод            | деревня                      | →0        |
| 5 | Ивановка         | деревня                      | →0        |
| 6 | Петлино          | село                         | ↘453      |
| 7 | Холостой Майдан  | село                         | ↘161      |
| 8 | Яблонка          | село                         | ↘8        |